# کپلک
کَپَلَک‌ها، یک رده از کرم‌های پهن هستند که زندگی انگلی دارند و لولهٔ گوارش آنها معمولاً دارای دو شاخهٔ اصلی و یک بادکش پیشین و یک بادکش پسین هستند؛ این جانوران انگل مهره‌داران هستند و تکوین آنها غیرمستقیم است؛ اولین میزبان آنها حلزونی از نرم‌تن‌تباران و میزبان نهایی‌شان یک مهره‌دار است.
کپلک‌ها دارای یک بادکش دهانی و یک بادکش شکمی و لوله گوارش منشعب و بدون مخرج هستند بیشتر بادکش‌ویسان نر-ماده‌اند. این کرم‌ها انگل مهره‌داران بوده و در بیشتر آن‌ها دستگاه تناسلی نر و ماده در بدن یک کرم دیده می‌شود.
شمار گونه‌های کپلک بین ۱۸۰۰۰ تا ۲۴۰۰۰ است و اکثر گونه‌های آن انگل هستند. از معروفترین کپلک‌ها شیستوزوماها هستند که انگل انسان نیز می‌توانند باشند.